# Anomala cnethopyga
Anomala cnethopyga är en skalbaggsart som beskrevs av Bates 1888. Anomala cnethopyga ingår i släktet Anomala och familjen Rutelidae. Inga underarter finns listade i Catalogue of Life.